# Káina
Káina, en grec moderne : Κάινα, est un village du dème d'Apokóronas, dans le district régional de La Canée, de la Crète, en Grèce. Selon le recensement de 2001, la population de Káina compte 174 habitants.
Le village est situé à 28 km de La Canée.